# Omloop van het Waasland 2006
L'Omloop van het Waasland 2006, quarantaduesima edizione della corsa, valido come evento dell'UCI Europe Tour 2006 categoria 1.2, si svolse il 12 marzo 2006 su un percorso di 183,5 km. Fu vinto dal belga Niko Eeckhout, che terminò la gara in 4h43'30" alla media di 38,83 km/h.
Furono 49 i ciclisti che completarono la gara.

## Ordine d'arrivo (Top 10)
| Pos. | Corridore            | Squadra         | Tempo    |
| ---- | -------------------- | --------------- | -------- |
| 1    | Niko Eeckhout        | Chocolade Jac.  | 4h43'30" |
| 2    | Koen Barbé           | Chocolade Jac.  | a 15"    |
| 3    | Markus Eichler       | Regiostrom      | s.t.     |
| 4    | David Boucher        | Unibet.com      | s.t.     |
| 5    | Jos van Emden        | Rabobank Con.   | s.t.     |
| 6    | Tim Meeusen          | Pictoflex       | a 27"    |
| 7    | Chris Anker Sørensen | Designa Køk.    | s.t.     |
| 8    | Grégory Habeaux      | Landbouwkrediet | s.t.     |
| 9    | Rune Udby            | Glud & Marst.   | a 40"    |
| 10   | Mathieu Criquielion  | Landbouwkrediet | s.t.     |